# Биномиальный коэффициент
Биномиа́льный коэффицие́нт — коэффициент перед членом разложения бинома Ньютона {\displaystyle (1+x)^{n}} по степеням {\displaystyle x}. Коэффициент при {\displaystyle x^{k}} обозначается {\displaystyle \textstyle {\binom {n}{k}}} или {\displaystyle \textstyle C_{n}^{k}} и читается «биномиальный коэффициент из {\displaystyle n} по {\displaystyle k}» (или «число сочетаний из {\displaystyle n} по {\displaystyle k}»):
{\displaystyle (1+x)^{n}={\binom {n}{0}}+{\binom {n}{1}}x+{\binom {n}{2}}x^{2}+\ldots +{\binom {n}{n}}x^{n}=\sum _{k=0}^{n}{\binom {n}{k}}x^{k}}
для натуральных степеней {\displaystyle n}.
Биномиальные коэффициенты могут быть также определены для произвольных действительных показателей {\displaystyle n}. В случае произвольного действительного числа {\displaystyle n} биномиальные коэффициенты определяются как коэффициенты разложения выражения {\displaystyle (1+x)^{n}} в бесконечный степенной ряд:
{\displaystyle (1+x)^{n}=\sum _{k=0}^{\infty }{\binom {n}{k}}x^{k}},
где в случае неотрицательных целых {\displaystyle n} все коэффициенты {\displaystyle \textstyle {\binom {n}{k}}} при {\displaystyle k>n} обращаются в нуль и поэтому данное разложение является конечной суммой.
В комбинаторике биномиальный коэффициент {\displaystyle \textstyle {\binom {n}{k}}} для неотрицательных целых чисел {\displaystyle n} и {\displaystyle k} интерпретируется как количество сочетаний из {\displaystyle n} по {\displaystyle k}, то есть как количество всех (нестрогих) подмножеств (выборок) размера {\displaystyle k} в {\displaystyle n}-элементном множестве.
Биномиальные коэффициенты часто возникают в задачах комбинаторики и теории вероятностей. Обобщением биномиальных коэффициентов являются мультиномиальные коэффициенты.

## Явные формулы
Вычисляя коэффициенты в разложении {\displaystyle (1+x)^{n}} в степенной ряд, можно получить явные формулы для биномиальных коэффициентов {\displaystyle \textstyle {\binom {n}{k}}}.
Для всех действительных чисел {\displaystyle n} и целых чисел {\displaystyle k}:
{\displaystyle {\binom {n}{k}}={\begin{cases}{\frac {n(n-1)(n-2)\cdot \ldots \cdot (n-k+1)}{k!}},&k\geqslant 0\\0,&k<0\end{cases}}},
где {\displaystyle k!} обозначает факториал числа {\displaystyle k}.
Для неотрицательных целых {\displaystyle n} и {\displaystyle k} также справедливы формулы:
{\displaystyle {\binom {n}{k}}={\begin{cases}{\frac {n!}{k!(n-k)!}},&0\leqslant k\leqslant n\\0,&k>n\end{cases}}}.
Для целых отрицательных показателей коэффициенты разложения бинома {\displaystyle (1+x)^{-n}} равны:
{\displaystyle {\binom {-n}{k}}={\begin{cases}(-1)^{k}\cdot {\frac {(n+k-1)!}{k!(n-1)!}},&k\geqslant 0\\0,&k<0\end{cases}}}.

## Треугольник Паскаля
Тождество:
{\displaystyle {n \choose k}={n-1 \choose k-1}+{n-1 \choose k}}

Визуализация биномиального коэффициента до 4 степени

позволяет расположить биномиальные коэффициенты для неотрицательных целых чисел {\displaystyle n}, {\displaystyle k} в виде треугольника Паскаля, в котором каждое число равно сумме двух вышестоящих:
{\displaystyle {\begin{matrix}n=0:&&&&&1&&&&\\n=1:&&&&1&&1&&&\\n=2:&&&1&&2&&1&&\\n=3:&&1&&3&&3&&1&\\n=4:&1&&4&&6&&4&&1\\\vdots &&\vdots &&\vdots &&\vdots &&\vdots &\end{matrix}}}.
Треугольная таблица, предложенная Паскалем в «Трактате об арифметическом треугольнике» (1654), отличается от той, что выписана здесь, поворотом на 45°. Таблицы для изображения биномиальных коэффициентов были известны и ранее (Тарталье, Омару Хайяму, аль-Караджи, Яну Хуэю).
Если в каждой строке треугольника Паскаля все числа разделить на {\displaystyle 2^{n}} (это сумма всех чисел в строке), то все строки при стремлении {\displaystyle n} к бесконечности примут вид функции нормального распределения.

## Свойства

### Производящие функции
Для фиксированного значения {\displaystyle n} производящей функцией последовательности биномиальных коэффициентов {\displaystyle {\tbinom {n}{0}},\;{\tbinom {n}{1}},\;{\tbinom {n}{2}},\dots } является:
{\displaystyle \sum _{k=0}^{\infty }{\binom {n}{k}}x^{k}=(1+x)^{n}}.
Для фиксированного значения {\displaystyle k} производящая функция последовательности коэффициентов {\displaystyle {\tbinom {0}{k}},\;{\tbinom {1}{k}},\;{\tbinom {2}{k}},\dots } равна:
{\displaystyle \sum _{n}{\binom {n}{k}}y^{n}={\frac {y^{k}}{(1-y)^{k+1}}}}.
Двумерной производящей функцией биномиальных коэффициентов {\displaystyle {\tbinom {n}{k}}} для целых {\displaystyle n,k} является:
{\displaystyle \sum _{n,k}{\binom {n}{k}}x^{k}y^{n}={\frac {1}{1-y-xy}}}, или {\displaystyle \sum _{n=0}^{\infty }\sum _{k=0}^{n}{\binom {n}{k}}x^{k}y^{n}={\frac {1}{1-y-xy}}}.

### Делимость
Из теоремы Люка следует, что:
- коэффициент {\displaystyle \textstyle {\binom {n}{k}}} нечётен {\displaystyle \iff } в двоичной записи числа {\displaystyle k} единицы не стоят в тех разрядах, где в числе {\displaystyle n} стоят нули;
- коэффициент {\displaystyle \textstyle {\binom {n}{k}}} некратен простому числу {\displaystyle p} {\displaystyle \iff } в {\displaystyle p}-ичной записи числа {\displaystyle k} все разряды не превосходят соответствующих разрядов числа {\displaystyle n};
- в последовательности биномиальных коэффициентов {\displaystyle \textstyle {\binom {n}{0}},\;{\binom {n}{1}},\;\ldots ,\;{\binom {n}{n}}}:
  - все числа не кратны заданному простому {\displaystyle p} {\displaystyle \iff } число {\displaystyle n} представимо в виде {\displaystyle mp^{k}-1}, где натуральное число {\displaystyle m<p};
  - все числа, кроме первого и последнего, кратны заданному простому {\displaystyle p} {\displaystyle \iff } {\displaystyle n=p^{k}};
  - количество нечётных чисел равно степени двойки, показатель которой равен количеству единиц в двоичной записи числа {\displaystyle n};
  - чётных и нечётных чисел не может быть поровну;
  - количество чисел, не кратных простому {\displaystyle p}, равно {\displaystyle (a_{1}+1)\cdots (a_{m}+1)}, где числа {\displaystyle a_{1},\;\ldots ,a_{m}} — разряды {\displaystyle p}-ичной записи числа {\displaystyle n}; а число {\displaystyle \textstyle m=\lfloor \log _{p}{n}\rfloor +1}, где {\displaystyle \lfloor \cdot \rfloor } — функция «пол», — это длина данной записи.

### Основные тождества
- {\displaystyle {n \choose k}={n-1 \choose k-1}+{n-1 \choose k}}.
- {\displaystyle {\binom {n}{k}}=(-1)^{k}{\binom {-n+k-1}{k}}}.
- {\displaystyle {n \choose k}={n \choose n-k}} (правило симметрии).
- {\displaystyle {n \choose k}={\frac {n}{k}}{n-1 \choose k-1}} (вынесение за скобки).
- {\displaystyle {n \choose {\color {Green}m}}{{\color {Green}m} \choose n-{\color {Green}k}}={n \choose {\color {Green}k}}{{\color {Green}k} \choose n-{\color {Green}m}}} (замена индексов).
- {\displaystyle (n-k){n \choose k}=n{n-1 \choose k}}.

### Бином Ньютона и следствия
- {\displaystyle {n \choose 0}+{n \choose 1}+\ldots +{n \choose n}=2^{n}}, где {\displaystyle n\in \mathbb {N} }.
- {\displaystyle \sum _{i+j=m}{\binom {n}{j}}{\binom {n}{i}}(-1)^{j}={\begin{cases}{\binom {n}{m/2}}(-1)^{m/2},&{\text{если}}\ m\equiv 0{\pmod {2}},\\0,&{\text{если}}\ m\equiv 1{\pmod {2}}.\end{cases}}}
- {\displaystyle \sum _{j=k}^{n}{\binom {n}{j}}(-1)^{j}=(-1)^{k}{\binom {n-1}{k-1}}}.
- {\displaystyle {n \choose 0}-{n \choose 1}+\ldots +(-1)^{n}{n \choose n}=0}, где {\displaystyle n\in \mathbb {N} }.
- Более сильное тождество: {\displaystyle {n \choose 0}+{n \choose 2}+\ldots +{n \choose 2\lfloor n/2\rfloor }=2^{n-1}}, где {\displaystyle n\in \mathbb {N} }.
- {\displaystyle \sum _{k=-a}^{a}(-1)^{k}{2a \choose k+a}^{3}={\frac {(3a)!}{(a!)^{3}}}},

а более общем виде
{\displaystyle \sum _{k=-a}^{a}(-1)^{k}{a+b \choose a+k}{b+c \choose b+k}{c+a \choose c+k}={\frac {(a+b+c)!}{a!\,b!\,c!}}}.

### Свёртка Вандермонда и следствия
Свёртка Вандермонда:
{\displaystyle \sum _{k}{r \choose m+k}{s \choose n-k}={r+s \choose m+n}},
где {\displaystyle m,n\in \mathbb {Z} ,} а {\displaystyle r,s\in \mathbb {R} }. Это тождество получается вычислением коэффициента при {\displaystyle x^{m+n}} в разложении {\displaystyle (1+x)^{r}(1+x)^{s}} с учётом тождества {\displaystyle (1+x)^{r+s}=(1+x)^{r}(1+x)^{s}}. Сумма берётся по всем целым {\displaystyle k}, для которых {\displaystyle \textstyle {r \choose m+k}{s \choose n-k}\neq 0}. Для произвольных действительных {\displaystyle r}, {\displaystyle s} число ненулевых слагаемых в сумме будет конечно.
Следствие свёртки Вандермонда:
{\displaystyle {n \choose 0}{a \choose a}-{n \choose 1}{a+1 \choose a}+\ldots +(-1)^{n}{n \choose n}{a+n \choose a}=(-1)^{n}{a \choose n}}.
Более общее тождество: 
{\displaystyle \sum _{i=0}^{p}(-1)^{i}{p \choose i}\prod _{m=1}^{n}{i+s_{m} \choose s_{m}}=0}, если {\displaystyle \sum _{m=1}^{n}{s_{m}}<p}.
Ещё одним следствием свёртки является следующее тождество: 
{\displaystyle {n \choose 0}^{2}+{n \choose 1}^{2}+\ldots +{n \choose n}^{2}={2n \choose n}}.

### Другие тождества
- {\displaystyle {\frac {4}{n}}\sum _{k=1}^{n}k^{2}{\binom {2n}{n+k}}=2^{2n}}, где {\displaystyle n} — натуральное число.
- {\displaystyle \sum _{k=1}^{n}{\frac {(-1)^{k-1}}{k}}{n \choose k}=\sum _{k=1}^{n}{\frac {1}{k}}=H_{n}} — {\displaystyle n}-е гармоническое число.
- Мультисекция ряда {\displaystyle (1+x)^{n}} даёт тождество, выражающее сумму биномиальных коэффициентов с произвольным шагом {\displaystyle s} и смещением {\displaystyle t} {\displaystyle (0\leqslant t<s)} в виде конечной суммы из {\displaystyle s} слагаемых:

{\displaystyle {\binom {n}{t}}+{\binom {n}{t+s}}+{\binom {n}{t+2s}}+\ldots ={\frac {1}{s}}\sum _{j=0}^{s-1}\left(2\cos {\frac {\pi j}{s}}\right)^{n}\cos {\frac {\pi (n-2t)j}{s}}}.
Также имеют место равенства:
{\displaystyle {\begin{alignedat}{2}{\binom {n}{3}}&={\frac {n(n-1)(n-2)}{\color {Green}2}}-\sum _{i=2}^{n-1}{(n-i)(n-i+1)}=\\&=n(n-1)(n-2)-\sum _{i=2}^{n-1}{(n-i)({\color {Green}2}n-i+1)}=\\&=3{\binom {n}{3}}-2{\binom {n}{3}};\\\end{alignedat}}}
{\displaystyle {\begin{alignedat}{2}{\binom {n}{4}}&={\frac {n(n-1)(n-2)(n-3)}{\color {Green}2}}-\sum _{i=3}^{n-1}{(n-i)\left(n(n-1)-\sum _{i_{0}=1}^{i-2}i_{0}\right)}=\\&=n(n-1)(n-2)(n-3)-\sum _{i=3}^{n-1}{(n-i)\left({\color {Green}2}n(n-1)-\sum _{i_{0}=1}^{i-2}i_{0}\right)}=\\&=24{\binom {n}{4}}-23{\binom {n}{4}};\\\end{alignedat}}}
{\displaystyle {\begin{alignedat}{2}{\binom {n}{5}}&={\frac {n(n-1)(n-2)(n-3)(n-4)}{\color {Green}2}}-\\&-\sum _{i=4}^{n-1}{(n-i)\left(n(n-1)(n-2)-\sum _{i_{0}=1}^{i-3}\sum _{i_{1}=1}^{i_{0}}i_{1}\right)}=\\&=n(n-1)(n-2)(n-3)(n-4)-\\&-\sum _{i=4}^{n-1}{(n-i)\left({\color {Green}2}n(n-1)(n-2)-\sum _{i_{0}=1}^{i-3}\sum _{i_{1}=1}^{i_{0}}i_{1}\right)}=\\&=120{\binom {n}{5}}-119{\binom {n}{5}}.\end{alignedat}}}
Откуда следует:
{\displaystyle {\binom {n}{3}}={\frac {\sum \limits _{i=2}^{n-1}{(n-i)(2n-i+1)}}{2}}={\frac {\sum \limits _{i=2}^{n-1}{(n-i)\left(2A_{n}^{1}-{\binom {i-1}{1}}\right)}}{2}};}
{\displaystyle {\binom {n}{4}}={\frac {\sum \limits _{i=3}^{n-1}{(n-i)\left(2n(n-1)-\sum \limits _{i_{0}=1}^{i-2}i_{0}\right)}}{23}}={\frac {\sum \limits _{i=3}^{n-1}{(n-i)\left(2A_{n}^{2}-{\binom {i-1}{2}}\right)}}{23}};}
{\displaystyle {\begin{alignedat}{2}&{\binom {n}{5}}={\frac {\sum \limits _{i=4}^{n-1}{(n-i)\left(2n(n-1)(n-2)-\sum \limits _{i_{0}=1}^{i-3}\sum \limits _{i_{1}=1}^{i_{0}}i_{1}\right)}}{119}}=\\&={\frac {\sum \limits _{i=4}^{n-1}{(n-i)\left(2A_{n}^{3}-{\binom {i-1}{3}}\right)}}{119}};\\\end{alignedat}}}
{\displaystyle {\binom {n}{k}}={\frac {\sum \limits _{i=k-1}^{n-1}{(n-i)\left(2A_{n}^{k-2}-{\binom {i-1}{k-2}}\right)}}{k!-1}}},
где {\displaystyle A_{n}^{k}} — количество размещений из {\displaystyle n} по {\displaystyle k}.

### Матричные соотношения
Если взять квадратную матрицу, отсчитав {\displaystyle N} элементов по катетам треугольника Паскаля и повернув матрицу на любой из четырёх углов, то детерминант этих четырёх матриц равен ±1 при любом {\displaystyle N}, причём детерминант матрицы с вершиной треугольника в верхнем левом углу равен 1.
В матрице {\displaystyle {\begin{bmatrix}{\tbinom {i+j}{i}}\end{bmatrix}}} числа на диагонали {\displaystyle i+j=\mathrm {Const} } повторяют числа строк треугольника Паскаля ({\displaystyle i,j=0,1,\dots }). Её можно разложить в произведение двух строго диагональных матриц: нижнетреугольной и получаемой из неё транспонированием:
{\displaystyle {\begin{bmatrix}{\binom {i+j}{i}}\end{bmatrix}}=UU^{T}},
где {\displaystyle U={\begin{bmatrix}{\tbinom {i}{j}}\end{bmatrix}}}. Обратная матрица к {\displaystyle U} имеет вид:
{\displaystyle U^{-1}={\begin{bmatrix}(-1)^{i+j}{\binom {i}{j}}\end{bmatrix}}}.
Таким образом, можно разложить обратную матрицу к {\displaystyle {\begin{bmatrix}{\tbinom {i+j}{i}}\end{bmatrix}}} в произведение двух строго диагональных матриц: первая матрица — верхнетреугольная, а вторая получается из первой путём транспонирования, что позволяет дать явное выражение для обратных элементов:
{\displaystyle {\begin{bmatrix}{\binom {i+j}{i}}\end{bmatrix}}_{m,n}^{-1}=\sum _{k=0}^{p}(-1)^{m+n}{\binom {k}{m}}{\binom {k}{n}}}, где {\displaystyle i}, {\displaystyle j}, {\displaystyle m}, {\displaystyle n=0\dots p}.
Элементы обратной матрицы меняются при изменении её размера и, в отличие от матрицы {\displaystyle {\begin{bmatrix}{\tbinom {i+j}{i}}\end{bmatrix}}}, недостаточно приписать новую строку и столбец. Столбец {\displaystyle j} матрицы {\displaystyle {\begin{bmatrix}{\tbinom {i+j}{i}}\end{bmatrix}}} есть многочлен степени {\displaystyle j} по аргументу {\displaystyle i}, следовательно, первые p столбцов образуют полный базис в пространстве векторов длины {\displaystyle p}+1, чьи координаты могут быть интерполированы многочленом равной или меньшей степени {\displaystyle p-1}. Нижняя строка матрицы {\displaystyle {\begin{bmatrix}{\binom {i+j}{i}}\end{bmatrix}}_{m,n}^{-1}} ортогональна любому такому вектору.
{\displaystyle {\begin{bmatrix}{\binom {i+j}{i}}\end{bmatrix}}_{p,n}^{-1}=\sum _{k=0}^{p}(-1)^{p+n}{\binom {k}{p}}{\binom {k}{n}}=(-1)^{p+n}{\binom {p}{n}}}
{\displaystyle \sum _{n=0}^{p}(-1)^{p+n}{\binom {p}{n}}{P}_{a}(n)=0} при {\displaystyle a<p}, где {\displaystyle {P}_{a}(n)} многочлен степени {\displaystyle a}.
Если произвольный вектор длины {\displaystyle p+1} можно интерполировать многочленом степени {\displaystyle i<p}, то скалярное произведение со строками {\displaystyle i+1,i+2,\dots ,p} (нумерация с 0) матрицы {\displaystyle {\begin{bmatrix}{\binom {i+j}{i}}\end{bmatrix}}_{m,n}^{-1}} равно нулю.
Используя тождество выше и равенство единицы скалярного произведения нижней строки матрицы {\displaystyle {\begin{bmatrix}{\binom {i+j}{i}}\end{bmatrix}}_{m,n}^{-1}} на последний столбец матрицы {\displaystyle {\begin{bmatrix}{\tbinom {i+j}{i}}\end{bmatrix}}}, получаем:
{\displaystyle \sum _{n=0}^{p}(-1)^{p+n}{\binom {p}{n}}{n}^{p}=p!}.
Для показателя большего {\displaystyle p} можно задать рекуррентную формулу:
{\displaystyle \sum _{n=0}^{p}(-1)^{p+n}{\binom {p}{n}}{n}^{p+a}=p!{P}_{2a}(p)={f}_{a}(p)},
где многочлен
{\displaystyle {P}_{2a+2}(p)=\sum _{x=1}^{p}x{P}_{2a}(x);\quad a\geqslant 0;\quad {P}_{0}(p)=1}.
Для доказательства сперва устанавливается тождество:
{\displaystyle {f}_{a}(p+1)=\sum _{x=0}^{a}{(p+1)}^{x+1}{f}_{a-x}(p)}.
Если требуется найти формулу не для всех показателей степени, то:
{\displaystyle {P}_{2a}(p)={\frac {p}{{2}^{a}}}{\binom {p+a}{a}}{Q}_{a-1}(p);\quad a>0}.
Старший коэффициент {\displaystyle {Q}_{a-1}(p)} равен 1, потребуется a-1 значений, чтобы найти другие коэффициенты:
{\displaystyle {Q}_{a-1}(p)=p(p+1){T}_{a-3}(p)} для {\displaystyle a\equiv 1{\pmod {2}};a\geqslant 3}.

### Асимптотика и оценки
- {\displaystyle {\binom {2n}{n}}\sim {\frac {2^{2n}}{\sqrt {\pi n}}}}.
- {\displaystyle \sum _{k=0}^{m}{\binom {n}{k}}\leqslant {\frac {n}{(n/2-m)^{2}}}2^{n-3}} при {\displaystyle m<{\frac {n}{2}}} (неравенство Чебышёва).
- {\displaystyle \sum \limits _{k=0}^{m}{\binom {n}{k}}\leqslant 2^{nH({\frac {m}{n}})}}, при {\displaystyle m\leq {\frac {n}{2}}} (энтропийная оценка), где {\displaystyle H(x)=-x\log _{2}x-(1-x)\log _{2}(1-x)} — энтропия.
- {\displaystyle \sum _{k=0}^{n/2-\lambda }{\binom {n}{k}}\leqslant 2^{n}e^{-2\lambda ^{2}/n}} (неравенство Чернова).

Непосредственно из формулы Стирлинга следует, что для {\displaystyle \alpha \in (0;1)} верно {\displaystyle C_{n}^{\alpha n}\sim {\sqrt {\frac {1}{2\pi \alpha (1-\alpha )n}}}\left({\frac {1}{\alpha }}\right)^{\alpha n}\left({\frac {1}{1-\alpha }}\right)^{(1-\alpha )n}=\left({{\frac {1}{\alpha ^{\alpha }{(1-\alpha )}^{(1-\alpha )}}}+o(1)}\right)^{n}}.

### Целозначные полиномы
Биномиальные коэффициенты {\displaystyle {\tbinom {x}{0}}=1,{\tbinom {x}{1}}=x,{\tbinom {x}{2}}={\tfrac {x^{2}}{2}}-{\tfrac {x}{2}}}, … являются целозначными полиномами от {\displaystyle x}, то есть принимают целые значения при целых значениях {\displaystyle x}, — это нетрудно понять, например, по треугольнику Паскаля. Более того, они образуют базис целозначных полиномов, в котором все целозначные полиномы выражаются как линейные комбинации с целыми коэффициентами.
В то же время стандартный базис {\displaystyle 1,x,x^{2}}, … не позволяет выразить все целочисленные полиномы, если использовать только целые коэффициенты, так как уже {\displaystyle {\tbinom {x}{2}}={\tfrac {x^{2}}{2}}-{\tfrac {x}{2}}} имеет дробные коэффициенты при степенях {\displaystyle x}.
Этот результат обобщается на полиномы многих переменных. А именно, если полином {\displaystyle R(x_{1},\dots ,x_{m})} степени {\displaystyle k} имеет вещественные коэффициенты и принимает целые значения при целых значениях переменных, то
{\displaystyle R(x_{1},\dots ,x_{m})=P\left({\binom {x_{1}}{1}},\dots ,{\binom {x_{1}}{k}},\dots ,{\binom {x_{m}}{1}},\dots ,{\binom {x_{m}}{k}}\right)},
где {\displaystyle P} — полином с целыми коэффициентами.

## Алгоритмы вычисления
Биномиальные коэффициенты можно вычислить с помощью рекуррентной формулы {\displaystyle {\tbinom {n}{k}}={\tbinom {n-1}{k}}+{\tbinom {n-1}{k-1}}}, если на каждом шаге {\displaystyle n} хранить значения {\displaystyle {\tbinom {n}{k}}} при {\displaystyle k={\overline {0,1,\;\ldots ,n}}}. Этот алгоритм особенно эффективен, если нужно получить все значения {\displaystyle {\tbinom {n}{k}}} вплоть до заданного {\displaystyle n}. Алгоритм требует {\displaystyle O(n)} памяти ({\displaystyle O(n^{2})} при вычислении всей таблицы биномиальных коэффициентов) и {\displaystyle O(n^{2})} времени (в предположении, что каждое число занимает единицу памяти и операции с числами выполняются за единицу времени), где {\displaystyle O} — «{\displaystyle o}» большое.
При фиксированном значении {\displaystyle k} биномиальные коэффициенты могут быть вычислены по рекуррентной формуле {\displaystyle {\tbinom {n}{k}}={\tfrac {n}{n-k}}\cdot {\tbinom {n-1}{k}}} с начальным значением {\displaystyle {\tbinom {k}{k}}=1}. Для вычисления значения {\displaystyle {\tbinom {n}{k}}} этот метод требует {\displaystyle O(1)} памяти и {\displaystyle O(n)} времени.
Если требуется вычислить коэффициенты {\displaystyle {\tbinom {n}{k}}} при фиксированном значении {\displaystyle n}, можно воспользоваться формулой {\displaystyle {\tbinom {n}{k}}={\tfrac {n-k+1}{k}}\cdot {\tbinom {n}{k-1}}} при начальном условии {\displaystyle {\tbinom {n}{0}}=1}. При каждом шаге итерации числитель уменьшается на {\displaystyle 1} (начальное значение равно {\displaystyle n}), а знаменатель соответственно увеличивается на {\displaystyle 1} (начальное значение — {\displaystyle 1}). Для вычисления значения {\displaystyle {\tbinom {n}{k}}} этот метод требует {\displaystyle O(1)} памяти и {\displaystyle O(k)} времени.